# 懷特奧克 (密西西比州)
懷特奧克（英語：White Oak）是位於美國密西西比州蒂尼卡縣的普查規定居民點。

## 人口
根據2020年美國人口普查的數據，懷特奧克的面積為1.20平方千米，皆為陸地。當地共有人口760人，而人口密度為每平方千米633.33人。